# Оберштадіон
Оберштадіон (нім. Oberstadion) — громада в Німеччині, знаходиться в землі Баден-Вюртемберг. Підпорядковується адміністративному округу Тюбінген. Входить до складу району Альб-Дунай.
Площа — 15,80 км2. Населення становить 1583 ос. (станом на 31 грудня 2020).